# Cantonul Tarbes-4
Cantonul Tarbes-4 este un canton din arondismentul Tarbes, departamentul Hautes-Pyrénées, regiunea Midi-Pyrénées, Franța.